# Kętrzyński
Kętrzyński là một huyện thuộc tỉnh Warmińsko-Mazurskie của Ba Lan. Huyện có diện tích 1213 km². Đến ngày 1 tháng 1 năm 2011, dân số của huyện là 64552 người và mật độ 53 người/km².